# Juan Bautista Grau Vallespinós
Juan Bautista Grau Vallespinós (en catalán: Joan Baptista Grau i Vallespinós, Reus, 12 de noviembre de 1832–Tábara, 18 de septiembre de 1893) fue un clérigo español, obispo de Astorga (1886-1893). 

## Biografía
Estudió en el Seminario Conciliar de Barcelona, se doctoró en Teología en Valencia (1857) y se licenció en Derecho civil y canónico (1860) y Filosofía y Letras (1861) en Madrid. En 1858 fue nombrado subdiácono y, en 1859, diácono; ese último año, el 18 de junio, fue nombrado presbítero y, el 24 de junio, celebró su primera misa en la iglesia de las Salesas Nuevas de Madrid.
En 1861 ganó por oposición la canonjía doctoral de la Catedral de Las Palmas de Gran Canaria, donde ejerció igualmente de gobernador eclesiástico y abogado del Cabildo Insular. En 1863 fue nombrado por el papa Pío IX misionero apostólico ad honorem. Ese mismo año fue nombrado canónigo de Tarragona, donde ocupó el cargo de secretario del cabildo y, desde 1864, vicario general y fiscal eclesiástico. Entre 1869 y 1870 ejerció de gobernador eclesiástico por ausencia del arzobispo, de visita en Roma. En 1870 fue nombrado vicario capitular. Con ese cargo visitó al papa Pío IX en Roma el 30 de marzo de 1872, quien le autorizó para fundar la Asociación de Sacerdotes Misioneros, instituida el 12 de junio de 1873. En 1874 fundó la revista La Devoción a los Purísimos Corazones de Jesús y María. En 1880 fue nombrado juez eclesiástico y auditor de causas pías.
El 10 de junio de 1886 fue nombrado obispo de Astorga por el papa León XIII. Ese año, el 2 de agosto, recibió la Gran Cruz de la Orden de Isabel la Católica. Promulgó el Sínodo Diocesano de Astorga e introdujo diversas reformas, como la utilización del traje talar para el clero y un nuevo plan de estudios para el seminario, con la incorporación de asignaturas como hebreo, griego, literatura, oratoria y canto. En 1889 fundó el Museo Diocesano de Astorga. Estableció colegios de párvulos en Astorga, Barco de Valdeorras y Villafranca del Bierzo, y fundó la revista El Criterio Tridentino (1890). En 1891 efectuó una visita ad limina a Roma, a cuya vuelta asistió al Congreso Católico Internacional de París.
A los dos meses de su estancia en Astorga se incendió el palacio episcopal, por lo que encargó al arquitecto Antoni Gaudí, paisano suyo, su reconstrucción. Otra vinculación con Gaudí se produjo por ser propietario de la finca Bellesguard, vendida a la muerte del obispo a un nuevo propietario que confió la construcción de la casa al arquitecto.
Debido a una herida sufrida en una pierna mientras efectuaba una visita pastoral en la provincia de Zamora, murió a causa de la gangrena en la localidad de Tábara, en 1893. Trasladado a Astorga, fue enterrado en un túmulo construido por Gaudí.
Tiene una calle dedicada en Reus, la calle del Obispo Grau, y fue nombrado hijo ilustre de esa ciudad. Su casa natal fue declarada Bien Cultural de Interés Local.